# Ляпуново (Свердловская область)
Ляпуново — село в Байкаловском районе Свердловской области. Входит в состав Байкаловского сельского поселения. Управляется Ляпуновским сельским советом.

## География
Населённый пункт расположен по обоим берегам реки Иленка в устье реки Боровушка в 17 километрах на запад от села Байкалово — районного центра.

### Часовой пояс
Ляпуново, как и вся Свердловская область, находится в часовой зоне МСК+2. Смещение применяемого времени относительно UTC составляет +5:00.

## Население
| 2002 | 2010 | 2021 |
| ---- | ---- | ---- |
| 1078 | ↘908 | ↘693 |

## История
Село основано в начале XVIII в. Название Иленское получило от реки Иленки, Ляпуновским же называется по фамилии одного из первых жителей села, выходца из внутренней России. В селе жили государственные крестьяне, они занимались хлебопашеством и скотоводством. Первоначально в с. Иленском существовала деревянная церковь.
С 1864 г. в Иленском селе существует начальное народное училище, открытое Пермскою Палатою Государственных Имуществ и в 1871 г. переданное в ведение земства.
11 Мая 1870 г. заложена существующая ныне каменная церковь во имя Сретения Господня. В состав прихода входило 11 деревень. Церкви принадлежали 4 дома, служащие квартирами для причта, и два ряда деревянных лавок, сдающихся в наем.
В 1917—1919 годах на территории района проходила гражданская война. В 1919 году была установлена советская власть.
В 1923 году село вошло в состав новообразованного Байкаловского района Ирбитского округа Уральской области. В 1929 г. на территории района была организована самая большая на Урале коммуна «Гигант».
В 2006 году село вошло в состав Байкаловского сельского поселения.

## Инфраструктура
Село разделено на 16 улиц (Восточная, Жукова, Заречная, Карсканова, Кирова, Лесная, Матросова, Механизаторов, Новосельская, Озерная, Октябрьская, Первомайская, Советская, Совхозная, Техническая, Целинников) и четыре переулка (Городова, Новый, Почтовый, Школьный), есть почтовое отделение, школа (МКОУ Ляпуновская средняя общеобразовательная школа) и детский сад (МКДОУ Ляпуновский детский сад «Ромашка»).